# Bisaltes argentiniensis
Bisaltes argentiniensis là một loài bọ cánh cứng trong họ Cerambycidae.